# Eugenio Mena
Pour les articles homonymes, voir Mena.
Eugenio Mena, né le 18 juillet 1988 à Viña del Mar, est un footballeur chilien qui joue aux postes d'arrière gauche. Il débute à Santiago Wanderers avant de passer par le club de l'Universidad de Chile. Depuis 2023, il évolue au sein de l'Universidad Católica au Chili.
Eugenio Mena joue avec l'équipe du Chili depuis 2010.

## Carrière

### Les débuts au Chili
Eugenio Mena commence sa carrière de professionnel au Chili, à Santiago Wanderers, alors qu'il a seulement 20 ans. Il y devient un joueur clé au cours de sa deuxième saison, et joue très souvent avec son club. Après deux saisons et demie très abouties, il quitte Santiago Wanderers pour aller à l'Universidad de Chile. Au total, il compte 91 matchs et 1 but avec Santiago Wanderers.

### Universidad de Chile
Lors du mercato hivernal 2010, il est transféré à l'Universidad de Chile gratuitement. Il arrive dans ce nouveau club en tant que révélation, et il compte obtenir une place de titulaire dès ses débuts. Lors de sa première saison, il connait quelques difficultés, en jouant seulement 8 matchs. Mais lors de sa seconde saison, il atteint ses objectifs et devient un titulaire indiscutable de l'équipe grâce à d’excellentes performances. Il dispute 40 matchs et marque 4 buts. Il commence sa troisième saison avec la U, qui compte désormais sur lui. À la fin de la saison, il a satisfait les dirigeants du club, avec de bonnes performances. Il a joué 41 matchs et a marqué 4 buts. Il se fait connaitre encore un peu plus, en Amérique. Lors de sa quatrième saison, il n'est pas sûr de débuter sous le maillot de l'Universidad de Chile car il est très sollicité, mais il débute bien sous le maillot chilien. À l'intersaison, il quitte le club après avoir joué 103 matchs et marqué 8 buts.

### Santos FC
En 2013, il signe un contrat en faveur de Santos, au Brésil. Il réalise une première saison avec 23 matchs toutes compétitions confondues (22 fois titulaire). 
Après deux saisons avec Santos, il quitte le club, mais pas le Brésil, pour ensuite rejoindre le club de Cruzeiro. Il totalise 35 matchs avec le club.

### Cruzeiro
En 2015, il s'engage avec Cruzeiro gratuitement.

### São Paulo
Le 8 janvier 2016, il est prêté pour un an au São Paulo FC.

### Racing Club
Lors de l'été 2018, Eugenio Mena s'engage en faveur du club argentin du Racing Club, pour un contrat de quatre ans.

### En sélection

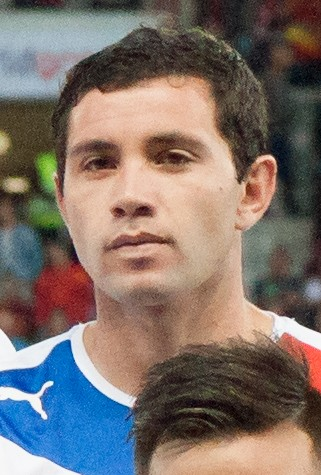
Mena en 2013 avec la sélection du Chili.

Eugenio Mena est en sélection depuis 2010, mais est utilisé fréquemment depuis 2012, indiscutable dans le système de jeu mis en place par Jorge Sampaoli, il est la plupart du temps positionné en tant que milieu gauche dans une formation de 3 5 2, très bon défenseur, il est capable de redescendre en défense pour aider ses coéquipiers. 
Il est sélectionné pour participer au mondial 2014 au Brésil, où il joue tous les matchs durant le tournoi. Le Chili sera éliminé en huitième de finale par le Brésil au penalty.
Il est retenu dans la liste du sélectionneur Martín Lasarte pour disputer la Copa América 2021.

## Statistiques

### En sélection nationale
| Saison                | Sélection             | Phases finales                | Phases finales | Phases finales | Phases finales | Éliminatoires CDM | Éliminatoires CDM | Éliminatoires CDM | Matchs amicaux | Matchs amicaux | Matchs amicaux | Total | Total | Total |
| Saison                | Sélection             | Compétition                   | M              | B              | Pd             | M                 | B                 | Pd                | M              | B              | Pd             | M     | B     | Pd    |
| --------------------- | --------------------- | ----------------------------- | -------------- | -------------- | -------------- | ----------------- | ----------------- | ----------------- | -------------- | -------------- | -------------- | ----- | ----- | ----- |
| 2010-2011             | Chili                 | Copa América 2011             | -              | -              | -              | -                 | -                 | -                 | 2              | 0              | 0              | 2     | 0     | 0     |
| 2011-2012             | Chili                 | -                             | -              | -              | -              | 2                 | 0                 | 0                 | 2              | 2              | 0              | 4     | 2     | 0     |
| 2012-2013             | Chili                 | -                             | -              | -              | -              | 5                 | 0                 | 1                 | 5              | 0              | 0              | 10    | 0     | 1     |
| 2013-2014             | Chili                 | Coupe du monde 2014           | 4              | 0              | 0              | 3                 | 0                 | 1                 | 6              | 1              | 1              | 13    | 1     | 2     |
| 2014-2015             | Chili                 | Copa América 2015             | 4              | 0              | 0              | -                 | -                 | -                 | 6              | 0              | 1              | 10    | 0     | 1     |
| 2015-2016             | Chili                 | Copa América Centenario       | 1              | 0              | 0              | 4                 | 0                 | 0                 | 2              | 0              | 0              | 7     | 0     | 0     |
| 2016-2017             | Chili                 | Coupe des confédérations 2017 | 1              | 0              | 0              | 4                 | 0                 | 0                 | 1              | 0              | 0              | 6     | 0     | 0     |
| 2017-2018             | Chili                 | -                             | -              | -              | -              | 1                 | 0                 | 0                 | -              | -              | -              | 1     | 0     | 0     |
| 2018-2019             | Chili                 | Copa América 2019 4e          | -              | -              | -              | -                 | -                 | -                 | 3              | 0              | 0              | 3     | 0     | 0     |
| 2020-2021             | Chili                 | Copa América 2021             | 5              | 0              | 0              | 2                 | 0                 | 0                 | -              | -              | -              | 7     | 0     | 0     |
| 2021-2022             | Chili                 | -                             | -              | -              | -              | 4                 | 0                 | 0                 | 3              | 0              | 0              | 7     | 0     | 0     |
| 2022-2023             | Chili                 | -                             | -              | -              | -              | -                 | -                 | -                 | 2              | 0              | 0              | 2     | 0     | 0     |
| 2024-2025             | Chili                 | -                             | -              | -              | -              | 1                 | 0                 | 0                 | -              | -              | -              | 1     | 0     | 0     |
| Total sur la carrière | Total sur la carrière | Total sur la carrière         | 15             | 0              | 0              | 26                | 0                 | 2                 | 32             | 3              | 2              | 73    | 3     | 4     |

### Distinctions personnelles
- Chili :
  - Révélation du mondial 2014

### En sélection
Finaliste de la Coupe des confédérations 2017
 Vainqueur de la Copa América 2015
  Vainqueur de la Copa América Centenario